# Vladimir Kaminsky
Vladimir Vladimirovich Kaminsky (em russo:  Владимир Владимирович Каминский; nascido em 18 de abril de 1950) é um ex-ciclista soviético. Conquistou a medalha de ouro para a União Soviética nos Jogos Olímpicos de Montreal 1976 na prova de contrarrelógio (100 km).